# Canale Griboedov
Il canale Griboedov (in russo Канал Грибоедова?, Kanal Griboedova) è un canale di San Pietroburgo, che attraversa la città a partire dalle vicinanze del Campo di Marte, passando accanto alla chiesa del Salvatore sul Sangue Versato, attraversando la Prospettiva Nevskij all'altezza della cattedrale di Kazan', proseguendo verso Piazza Sennaja, costeggiando la cattedrale di San Nicola dei Marinai e ricongiungendosi al canale Fontanka nel quartiere di Kolomna. È lungo circa cinque chilometri ed ha una larghezza massima di 32 metri. 

Il ponte di Kazan, con la cattedrale sulla sinistra e, sullo sfondo a destra, la chiesa del Salvatore sul Sangue Versato.
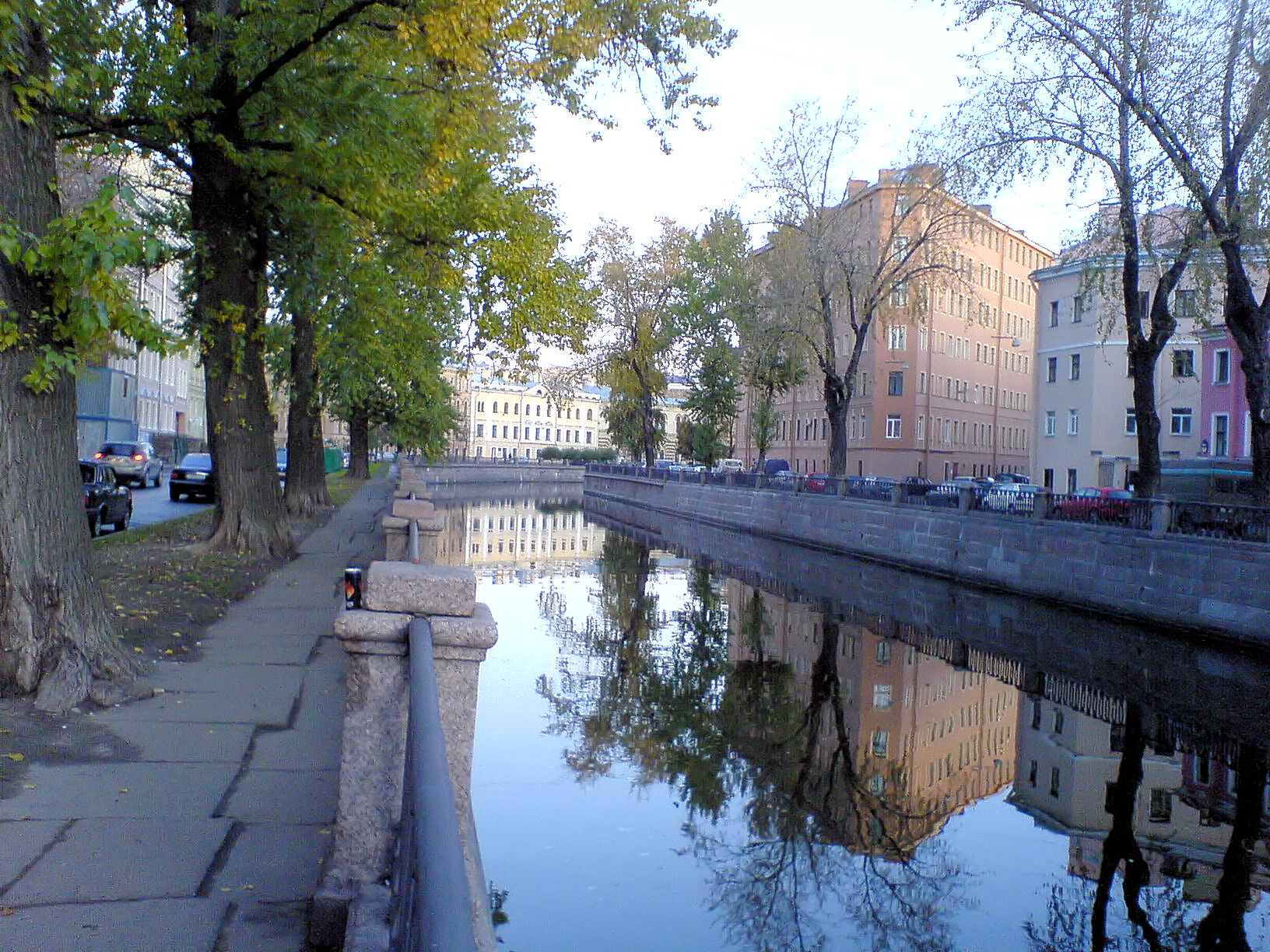
Il canale presso il ponte di Kharlamov
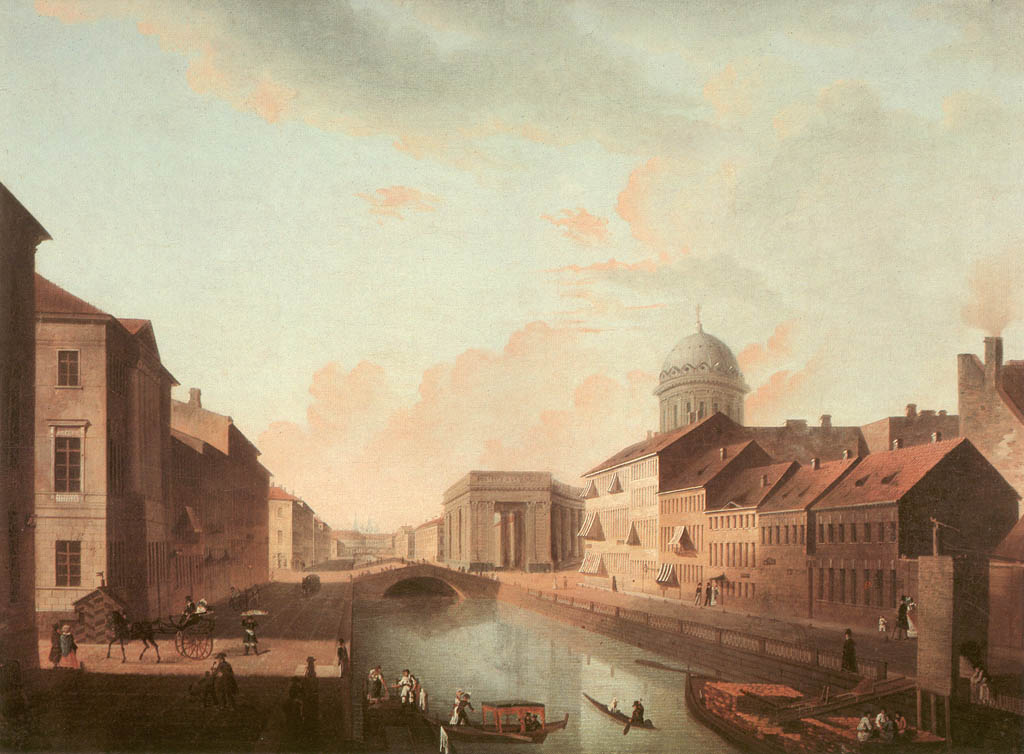
Il ponte di Kazan a inizio Ottocento
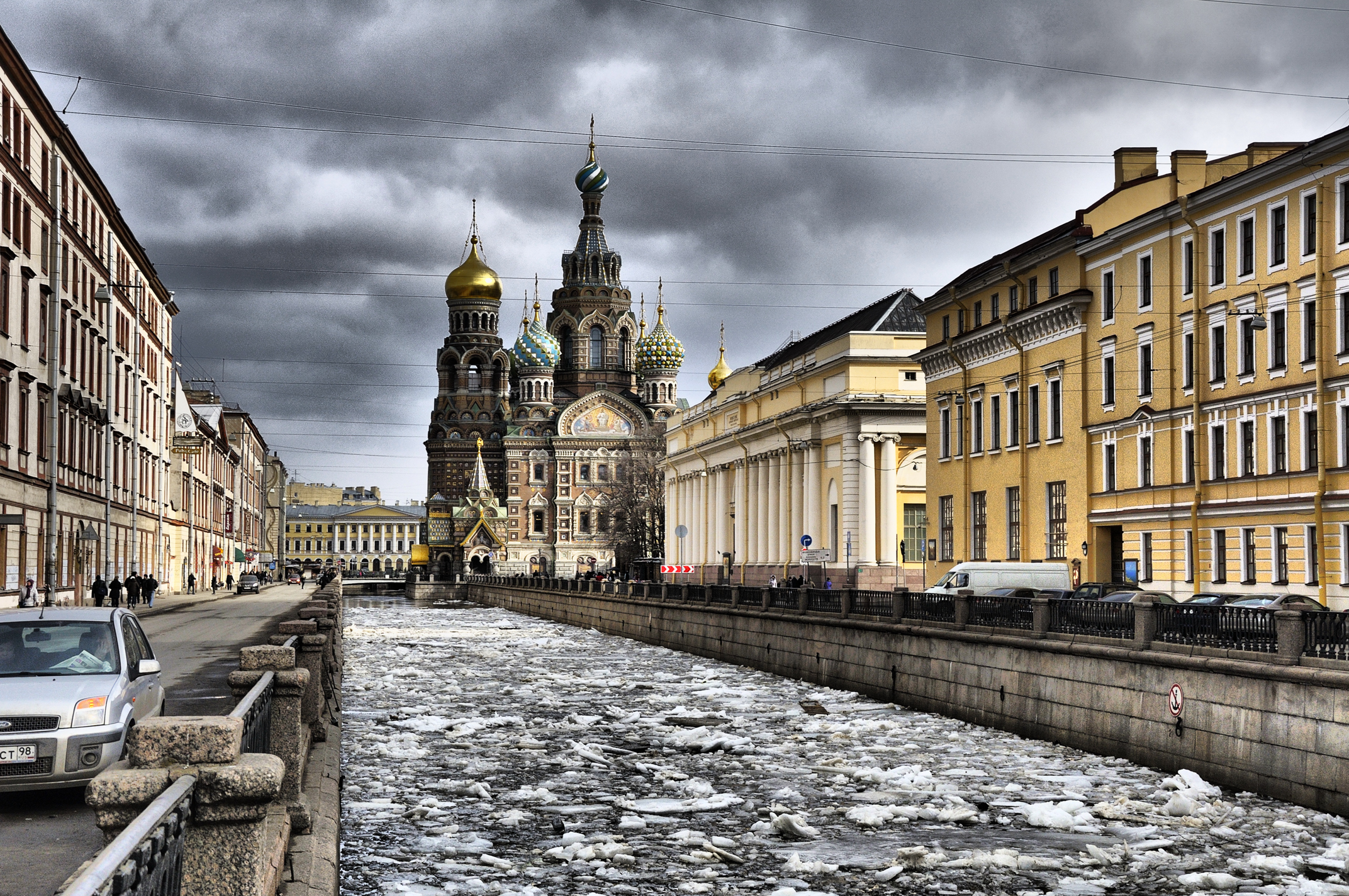
Il canale ghiacciato
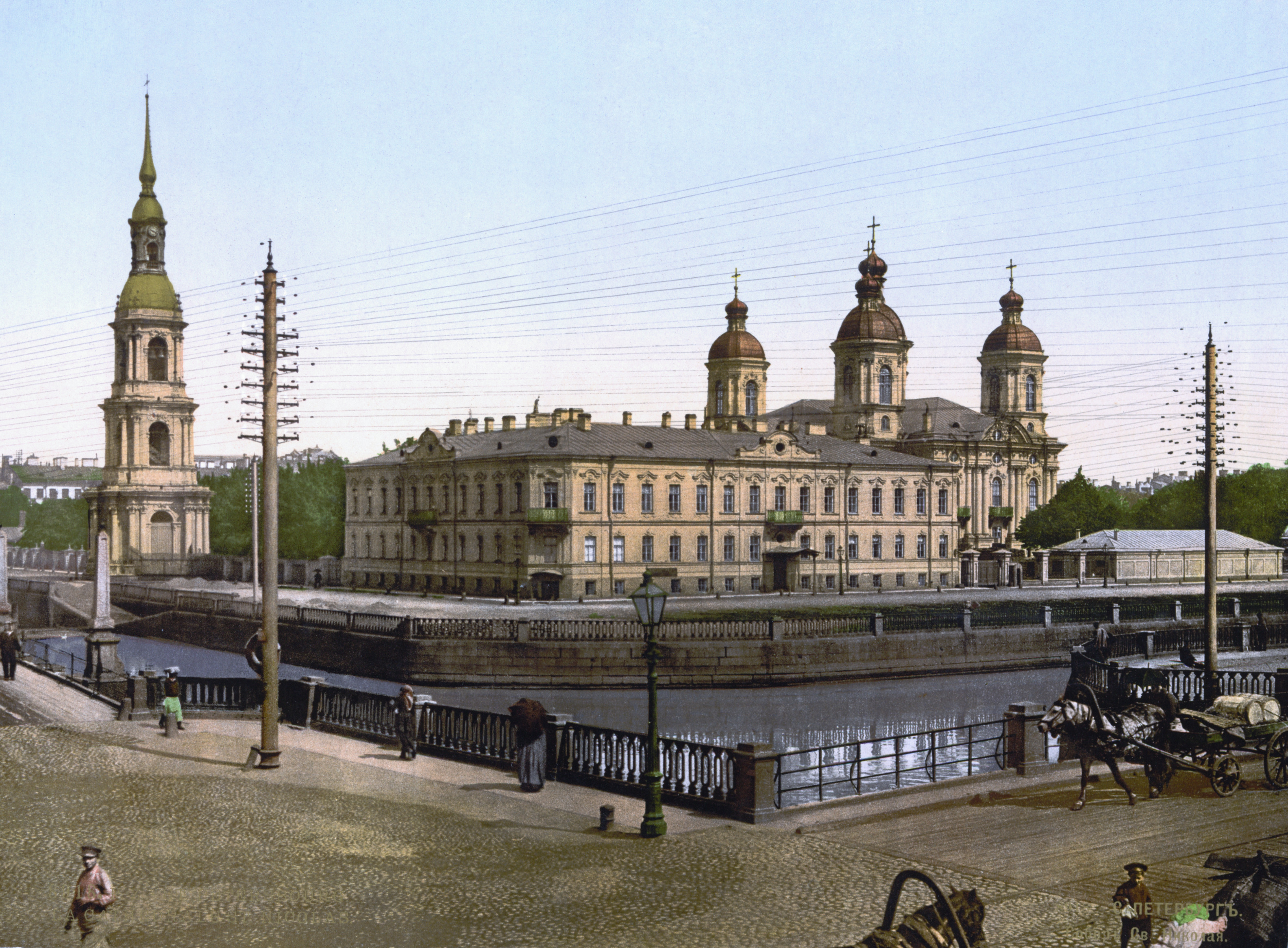
Il canale a San Nicola, fine Ottocento
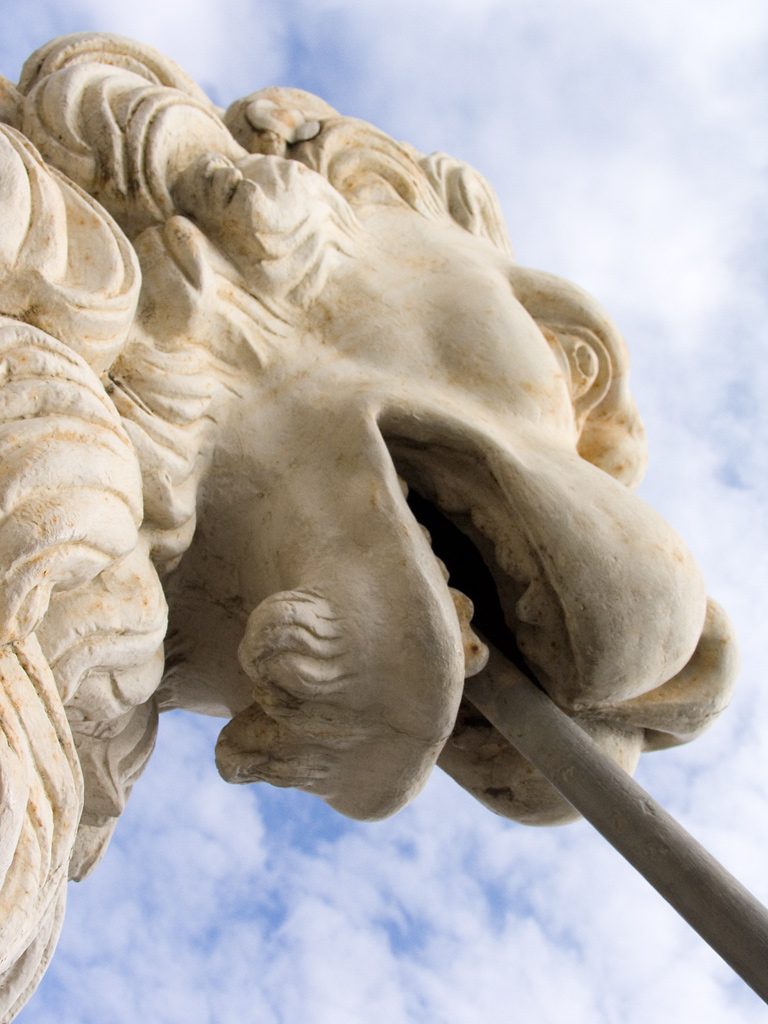
Dettaglio del ponte dei Leoni

Il canale porta il nome dello scrittore Aleksandr Sergeevič Griboedov, che tra il 1816 ed il 1818 abitò in una casa su di esso, mentre prima del 1923 si chiamava canale Caterina, in onore di Caterina la Grande.

## I ponti
È riportata, qui di seguito, una tabella con i 21 ponti e passerelle che attraversano il canale, ordinati dal più settentrionale a quello più meridionale.
| Ponte                                                | Descrizione | Immagine |
| ---------------------------------------------------- | --- | -------- |
| Ponte del Teatro (Театральный мост)                  | Realizzato tra 1829 e 1831 su progetto dell'italiano Carlo Rossi, è parte del particolare "Ponte Tripartito", in pietra e ferro battuto, posto all'inizio del canale e del suo incrocio con il fiume Moika, che ha tre diramazioni (una di queste è il ponte in questione) |          |
| Ponte Novo-Konjušennyj (Ново-Конюшенный мост)        | Un primo ponte ligneo venne realizzato attorno al 1880 per consentire la costruzione della vicina chiesa del Salvatore sul Sangue Versato. Dopo il completamento di questa, nel 1907, il ponte rimase con il nome di "ponte della Chiesa della Resurrezione di Cristo". Ricostruito in calcestruzzo armato nel 1975, venne dedicato ad Ignatij Grinevickij, assassino dello zar Alessandro II e quindi considerato eroe nazionale dopo la caduta dello zarismo. Nel 1998 ottenne il nome attuale, letteralmente "ponte nuovo delle scuderie" per la vicinanza con la piazza delle Scuderie (Piazza Konyushennaya) |          |
| Ponte Italiano (Италья́нский мост)                    | Lungo 19,66 m e largo 3, a una sola arcata, prende il nome dalla vicina strada degli Italiani. Il ponte ligneo originario, progettato da Kolpicin, venne sostituito nel 1902, poi ne fu ricostruito un altro tra il 1911 e il 1912. Infine, l'aspetto attuale è dato dall'ennesima ricostruzione del 1955. |          |
| Ponte Kazanskij (Каза́нский мост)                     | Costruito nel 1766, rende il nome dalla vicina cattedrale di Kazan' ed è il più largo ponte della città (95,5 m) dopo il Ponte Blu. Sopra vi passa la Prospettiva Nevskij, perciò detiene il primato anche di ponte più basso. |          |
| Ponte della Banca (Банковский мост)                  | Lungo 25 m, risale al 1826 ed è pedonale. Da entrambe le estremità, due grifoni (opera di Pavel Sokolov) sostengono i tiranti che reggono il ponte ad un'arcata. Trovandosi davanti alla banca principale della città, questi animali mitologici simboleggiano i guardiani dei tesori e delle riserve auree, e attualmente sono i simboli dell'Università di San Pietroburgo di Economia e Finanza. |          |
| Ponte Mučnoj o della Farina (Мучной мост)            | Costruito due volte, prima nel 1931 e poi nel 1951, prende il nome dai depositi di farina che vi erano vicini nel Settecento. |          |
| Ponte Kamennyj o di Pietra (Каменный мост)           | Costruito tra il 1774 ed il 1778 con l'arco in granito, fu uno tra i primi ponti di pietra della città. Rimasto invariato da allora, tranne che per la rimozione dei gradini, fu protagonista di un attentato nell'estate 1880 all'imperatore Alessandro II, con una carica di dinamite che sarebbe dovuta esplodere al passaggio dello zar. L'attentato non fu però eseguito e la dinamite rimase nascosta sotto l'arcata fin dopo alla morte dell'imperatore, avvenuta nel 1881, finché non fu rinvenuta dalla polizia.                                                                                         |          |
| Ponte Demidov (Демидов мост)                         | Prende il nome dall'importante famiglia russa che possedeva, nelle vicinanze, vari terreni. Costruito nel 1835, è in ferro, ad un'arcata, largo 16 m e lungo 33. |          |
| Ponte Sennoj o del Fieno (Сенной мост)               | Realizzato nel 1931 e ricostruito nel 1932, è di ferro, ha una campata e prende il nome dalla vicina piazza Sennaja ("del fieno", appunto) |          |
| Ponte Kokuškin (Кокушкин мост)                       | Prende il nome dal mercante Vasilij Kokushkin, che aveva la casa non lontana dal canale. Il primo ponte ligneo fu costruito nel 1790, restaurato nel 1872, rifatto nel 1946, quest'ultima volta in ferro. Il ponte viene nominato da Puškin in un suo epigramma e da Dostoevsky in "Delitto e Castigo". |          |
| Ponte dell'Ascensione (Вознесенский мост)            | Prende il nome dall'omonima chiesa di Antonio Rinaldi, distrutta dai comunisti nel 1936. Nel 1790 un ponte di granito sostituì quello di legno del 1735, ma venne ricostruito nel 1919, poi nel 1930 ed ancora nel 1958. Anche questo ponte viene citato in "Delitto e Castigo". |          |
| Ponte Pod'jačeskij (Подьяческий мост)                | Ponte ad una campata decorato da obelischi, venne costruito nel 1906 e restaurato nel 1972. |          |
| Ponte dei Leoni (Львиный мост, Мост о четырех львах) | Lungo 28 m e completato nel 1825, è molto simile al ponte della Banca, ma i grifoni sono sostituiti da leoni di ghisa. |          |
| Ponte Charlamov (Харламов мост)                      | Costruito nel 1753 e rifatto nel 1934, è lungo 33 metri. |          |
| Nuovo ponte di San Nicola (Ново-Никольский мост)     | Lungo 30 metri, è nella sua forma attuale dal 1934. Prende il nome dalla vicina chiesa di San Nicola del Mare |          |
| Ponte della Guardia Rossa (Красногвардейский мост)   | Decorato da obelischi, è lungo 21 metri e risale al 1957. |          |
| Ponte Pikalov (Пикалов мост)                         | Un primo ponte ligneo c'era già nel 1875, ma il ponte di ferro con obelischi è del 1984. |          |
| Ponte Mogilёvskij (Могилёвский мост)                 | Lungo 28 m e dedicato all'omonima città bielorussa, è stato costruito in pietra tra il 1951 ed il 1953, a sostituzione di quello ligneo del 1912, distrutto dai tedeschi nel 1941 durante l'assedio di Leningrado. |          |
| Ponte Alarčin (Аларчин мост)                         | Sostenuto da piloni in pietra e decorato da quattro obelischi |          |
| Ponte Kolomenskij (Коломенский мост)                 | Con un'unica e sottile campata di 27 m, è stato realizzato nel 1906 e restaurato nel 1969 |          |
| Ponticello Kalinkin (Мало-Калинкин мост)             | Costruito in granito nel 1783, prende il nome dall'antico sobborgo, Kalinkina, che si trovava nelle vicinanze. Ampliato nel 1808 e di nuovo un secolo più tardi, è stato restaurato ultimamente nel 2007, decorato da quattro obelischi. |          |